# L'Avenç de Cornellà
L'Avenç de Cornellà, Associació per al Patrimoni Històric i la Cultura és una entitat cultural d'àmbit local i sense ànim de lucre que té com a objectiu la promoció, la defensa i la conservació del patrimoni històric, artístic, arquitectònic i cultural del municipi català de Cornellà de Llobregat. Fou constituïda el 3 de març de 1994 i actualment té la seu al castell de Cornellà.

## Història
Pocs mesos abans de la seva fundació, el 29 de setembre de 1993, el ple de l'Ajuntament de Cornellà de Llobregat havia aprovat encarregar a la Comissió Municipal de Patrimoni un estudi de l'estat en què es trobava el patrimoni històric protegit pel catàleg i la normativa aprovats l'any 1986. La preocupació per la poca perspectiva de la revisió que es volia dur i les anteriors obres d'enderrocament del que havia estat el Centre Catalanista l'Avenç (edifici dels Mobles Masip) l'any 1989 van ser els determinants de la constitució de l'entitat que, l'endemà mateix de la seva fundació, s'adreçà a l'alcalde de la ciutat demanant la restitució dels elements identificatius de la malmesa façana del Centre Catalanista i l'acceptació que un delegat de l'Avenç pogués participar en les reunions de la Comissió Municipal de Patrimoni.
Tot i que l'Avenç no es va constituir primordialment com a centre d'estudis, un dels seus objectius fundacionals era el de “promoure estudis i recerca sobre el patrimoni, la cultura, els costums i la història de la ciutat”. Tenia com a antecedent més immediat l'associació Els amics de l'Art Vell i de les Tradicions, entitat constituïda l'any 1948 i promoguda per Eduard Gelabert i Fiet que va tenir una activitat força rellevant amb la publicació l'any 1968 del volum Miscelánea Histórica de Cornellà de Llobregat, la recuperació de celebracions tradicionals, l'organització d'actes culturals i la pressió a l'Ajuntament a fi que aturés el progressiu i greu deteriorament del Castell de Cornellà.
Actualment, l'Avenç col·labora en la dinamització cultural de la ciutat amb l'organització de conferències, el foment de la recerca local i, especialment, amb l'edició i publicació de llibres la seva història, els seus barris, la seva cultura i la seva gent. L'entitat ha publicat prop d'una vintena de llibres de curta tirada i dimensió que constitueixen material d'alt valor per a l'estudi i la comprensió de la història del municipi cornellanenc, i d'entre els quals destaquen els volums de la Col·lecció Llibres de l'Avenç, iniciada l'any 2000 i que presenta exemplars escrits per personalitats rellevants de la localitat com ara Josep Llobera i Ramon, Joan Tardà i Coma, Ignasi Riera i Gassiot, Empar Fernández Gómez, Frederic Prieto i Caballé, Montserrat Galícia i Gorritz o Pilar Pons i Lax.